# Herb Raglan
Herbert „Herb“ Raglan (* 5. August 1967 in Peterborough, Ontario) ist ein ehemaliger kanadischer Eishockeyspieler, der im Verlauf seiner aktiven Karriere zwischen 1984 und 1998 unter anderem 375 Spiele für die St. Louis Blues, Nordiques de Québec, Tampa Bay Lightning und Ottawa Senators in der National Hockey League (NHL) auf der Position des linken Flügelstürmers bestritten hat. Raglan, dessen Vater Clare Raglan ebenfalls in der NHL aktiv war, verkörperte den Spielertyp des Enforcers.

## Karriere
Raglan verbrachte seine Juniorenzeit, nachdem er bis 1984 in den regionalen Teams seines Geburtsorts Peterborough in der Provinz Ontario gespielt hatte, mit Beginn der Saison 1984/85 in der Ontario Hockey League (OHL). Dort lief er für die Kingston Canadians auf, die ihn in der OHL Priority Selection des Jahres 1984 an der dritten Position ausgewählt hatten. Der Stürmer, der in der Spielzeit 1985/86 verletzungsbedingt nur 28 Spiele in der regulären Saison absolvieren konnte, beendete seine Juniorenkarriere im Frühjahr 1986 nach insgesamt 96 bestritten Partien, in denen er 68 Scorerpunkte gesammelt und 284 Minuten auf der Strafbank gesessen hatte.
Noch zum Ende der Saison 1985/86 debütierte der Kanadier für die St. Louis Blues in der National Hockey League (NHL), die ihn im Jahr zuvor im NHL Entry Draft 1985 in der zweiten Runde an 37. Stelle ausgewählt hatten. Ebenso kam er in den Stanley-Cup-Playoffs 1986 zu Einsätzen für die Blues, in deren Verlauf er auch sein erstes NHL-Tor erzielte. Raglan gehörte dem Stammkader der St. Louis Blues in der Folge für fünf weitere Spielzeiten an, wobei er den Großteil des Spieljahres 1989/90 wegen einer Handgelenksverletzung ab November 1989 ausfiel und nur elf Spiele in dieser Saison absolvierte. Im Februar 1991 wurde der Enforcer gemeinsam mit Tony Twist und Andy Rymsha im Tausch für Darin Kimble zu den Nordiques de Québec transferiert. Bei den Franko-Kanadiern beendete der Offensivspieler die Saison 1990/91.
Nachdem er ein weiteres Spieljahr für die Nordiques in der NHL aufgelaufen war, wurde Raglan zur Saison 1992/93 in die American Hockey League (AHL) abgeschoben und lief bis Februar 1993 für Québecs Farmteam, die Halifax Citadels, auf. Nach zwei Jahren in der Organisation der Nordiques de Québec wurde der Angreifer im Februar 1993 für gleich drei Spieler – namentlich Martin Simard, Steve Tuttle und Michel Mongeau – zu den Tampa Bay Lightning transferiert. Bis zum Saisonende absolvierte er jedoch lediglich zwei Partien für das Team aus dem US-Bundesstaat Florida und kam stattdessen beim Kooperationspartner Atlanta Knights in der International Hockey League (IHL) zu Einsätzen. Zu Beginn der Spielzeit 1993/94 fand der Kanadier keinen neuen Arbeitgeber in der NHL und so war er zu Beginn der Saison bei den Kalamazoo Wings in der IHL aktiv. Erst am Neujahrstag 1994 erhielt der Free Agent ein Vertragsangebot der Ottawa Senators aus der NHL. Für das kanadische Hauptstadt-Franchise bestritt Raglan bis zum Ende des Spieljahres 29 Begegnungen, in denen er punktlos blieb.
Dem Flügelstürmer wurde daraufhin im Sommer 1994 kein neues Arbeitspapier unterbreitet, auch weil der Start der NHL-Saison 1994/95 zunächst einem Lockout zum Opfer fiel, und so kehrte er für ein Jahr zu den Kalamazoo Wings in die IHL zurück. Die folgenden drei Spielzeiten ließ Raglan seine Karriere in der Colonial Hockey League (CoHL) bzw. United Hockey League (UHL) bei den Brantford Smoke sowie in der Western Professional Hockey League (WPHL) bei den Central Texas Stampede ausklingen. Im Sommer 1998 beendete der 31-Jährige seine aktive Karriere.

## Karrierestatistik
(Legende zur Spielerstatistik: Sp oder GP = absolvierte Spiele; T oder G = erzielte Tore; V oder A = erzielte Assists; Pkt oder Pts = erzielte Scorerpunkte; SM oder PIM = erhaltene Strafminuten; +/− = Plus/Minus-Bilanz; PP = erzielte Überzahltore; SH = erzielte Unterzahltore; GW = erzielte Siegtore; 1 Play-downs/Relegation; Kursiv: Statistik nicht vollständig)